# God Defend New Zealand
God Defend New Zealand ("Dio difenda la Nuova Zelanda") è l'inno nazionale della Nuova Zelanda in lingua inglese, insieme a God save the King. Esiste anche la versione ufficiale in lingua māori intitolata Aotearoa (che in italiano significa "la terra dalle lunghe nuvole bianche", ovvero il nome che i primi Maori diedero alle isole quando vi giunsero con le loro imbarcazioni). Vengono normalmente cantate le prime due strofe in māori e quindi le prime due strofe in Inglese.
Le parole di "God Defend New Zealand" sono state scritte intorno al 1870 da Thomas Bracken. Il compositore della melodia fu invece John Joseph Woods. La canzone guadagnò molta popolarità tra il XIX e il XX secolo e divenne l'inno nazionale neo-zelandese il 21 novembre 1977 prima di quella data solo il God save the Queen era l'inno ufficiale della Nuova Zelanda; la necessità dell'adozione di un inno 'proprio' per la Nuova Zelanda nacque successivamente alla seconda guerra mondiale quando cominciò a formarsi nell'opinione pubblica la coscienza di una identità neozelandese, in aggiunta la vicina Australia oltre che avere una bandiera molto simile aveva lo stesso inno God save the Queen (anch'essa fino al 1977) creando confusione

## Testo in inglese
God of nations at Thy feet,

In the bonds of love we meet,

Hear our voices, we entreat,

God defend our free land.
Guard Pacific's triple star,

From the shafts of strife and war,

Make her praises heard afar,

God defend New Zealand.
Men of ev'ry creed and race,

Gather here before Thy face,

Asking Thee to bless this place,

God defend our free land.
From dissension, envy, hate,

And corruption guard our State,

Make our country good and great,

God defend New Zealand.
Peace, not war, shall be our boast

But, should foes assail our coast,

Make us then a mighty host,

God defend our free land.
Lord of battles, in Thy might,

Put our enemies to flight,

Let our cause be just and right,

God defend New Zealand.
Let our love for Thee increase,

May Thy blessings never cease,

Give us plenty, give us peace,

God defend our free land.
From dishonour and from shame,

Guard our country's spotless name,

Crown her with immortal fame,

God defend New Zealand.
May our mountains ever be,

Freedom's ramparts on the sea,

Make us faithful unto thee,

God defend our free land.
Guide her in the nations' van,

Preaching love and truth to man,

Working out Thy Glorious plan,

God defend New Zealand.

## Testo in māori
E Ihowā Atua,

O ngā iwi mātou rā

Āta whakarongona;

Me aroha noa.
Kia hua ko te pai;

Kia tau tō atawhai;

Manaakitia mai

Aotearoa.
Ōna mano tāngata

Kiri whero, kiri mā,

Iwi Māori Pākehā,

Rūpeke katoa.
Nei ka tono ko ngā hē

Māu e whakaahu kē,

Kia ora mārire

Aotearoa.
Tōna mana kia tū!

Tōna kaha kia ū;

Tōna rongo hei pakū

Ki te ao katoa.
Aua rawa ngā whawhai

Ngā tutū a tata mai;

Kia tupu nui ai

Aotearoa.
Waiho tona takiwā

Ko te ao mārama;

Kia whiti tōna rā

Taiāwhio noa.
Ko te hae me te ngangau

Meinga kia kore kau;

Waiho i te rongo mau

Aotearoa.
Tōna pai me toitū

Tika rawa, pono pū;

Tōna noho, tana tū;

Iwi nō Ihowā.
Kaua mōna whakamā;

Kia hau te ingoa;

Kia tū hei tauira;

Aotearoa.

## Traduzione in italiano
Dio delle nazioni ai Tuoi piedi

nelle unioni dell'amore ci incontriamo,

Ascolta le nostre voci, ti supplichiamo

Dio difenda la nostra terra libera.
Proteggi la tripla stella del Pacifico

Dalle lance di conflitto e guerra

Fai sentire lontano la sua lode,

Dio difenda la Nuova Zelanda.
Uomini di ogni credo e razza,

Si radunano qui davanti al Tuo viso,

Chiedendo Te di benedire questo luogo,

Dio difenda la nostra libera terra.
Dalla discordanza, invidia, odio,

E corruzione proteggi il nostro Stato,

Rendi il nostro Paese buono e grandioso,

Dio difenda la Nuova Zelanda.
La Pace, non la guerra, sarà il nostro vanto

Ma, dovessero nemici assalire le nostre coste,

Fai di noi un esercito potente

Dio difenda la nostra terra libera.
Signore delle battaglie, col Tuo potere,

Metti i nostri nemici in fuga

Lascia che la nostra causa sia corretta e giusta

Dio difenda la Nuova Zelanda.
Lascia che il nostro amore per Te aumenti,

che le Tue benedizioni non finiscano mai

Dona a noi in abbondanza, dona a noi la pace

Dio difenda la nostra terra libera.
Dal disonore e dalla vergogna,

Difendi il nome senza macchia del nostro paese,

Incoronala con fama immortale,

Dio difenda la Nuova Zelanda.
Che le nostre montagne siano sempre,

I bastioni della libertà sul mare,

Rendici fedeli a te

Dio difenda la nostra terra libera.
Guidala alla vanguardia delle nazioni

Predicando amore e verità all'uomo,

Capendo il Tuo Glorioso piano,

Dio difenda la Nuova Zelanda.